# Buronji
Buronji este un sat din municipiul Podgorica, Muntenegru. Conform datelor de la recensământul din 2003, localitatea are 76 de locuitori (la recensământul din 1991 erau 118 locuitori).

## Demografie
În satul Buronji locuiesc 62 de persoane adulte, iar vârsta medie a populației este de 48,1 de ani (47,4 la bărbați și 48,8 la femei). În localitate sunt 29 de gospodării, iar numărul mediu de membri în gospodărie este de 2,62.
Populația localității este foarte eterogenă.
|  |

| Demografie | Demografie | Demografie |
| An         | Locuitori  | Locuitori  |
| ---------- | ---------- | ---------- |
|            |            |            |
|            |            |            |
|            |            |            |
|            |            |            |
| 1948       | 340        |            |
| 1953       | 328        |            |
| 1961       | 316        |            |
| 1971       | 228        |            |
| 1981       | 182        |            |
| 1991       | 118        | 118        |
| 2003       | 76         | 76         |

| \| Componența etnică conform recensământului din 2003[2] \| Componența etnică conform recensământului din 2003[2] \| Componența etnică conform recensământului din 2003[2] \| Componența etnică conform recensământului din 2003[2] \| Componența etnică conform recensământului din 2003[2] \| \| ----------------------------------------------------- \| ----------------------------------------------------- \| ----------------------------------------------------- \| ----------------------------------------------------- \| ----------------------------------------------------- \| \| \| \| \| \| \| \| Sârbi \| Sârbi \| \| 37 \| 48,68% \| \| Muntenegreni \| Muntenegreni \| \| 36 \| 47,36% \| \| necunoscută \| necunoscută \| \| 2 \| 2,63% \| |              |  |    |        |
| Componența etnică conform recensământului din 2003 |              |  |    |        |
| |              |  |    |        |
| Sârbi | Sârbi        |  | 37 | 48,68% |
| Muntenegreni | Muntenegreni |  | 36 | 47,36% |
| necunoscută | necunoscută  |  | 2  | 2,63%  |